# شهریور ۱۳۸۸
شهریور ۱۳۸۸، ششمین ماه سال ۱۳۸۸ هجری خورشیدی است.
آغاز آن یکشنبه، ۱ شهریور ۱۳۸۸ برابر با ۲۳ اوت ۲۰۰۹ میلادی است.